# Anodontites
Anodontites es un género de almejas de agua dulce o náyades. Las náyades son moluscos bivalvos de la familia Mycetopodidae. Las especies de Anodontites están presentes en América del Sur y Central, llegando hasta México.

## Distribución deAnodontitesen Uruguay
Para Uruguay han sido citadas siete especies de Anodontites.
Anodontites ferrarisii se distribuye en las cuencas del Río Uruguay y Río Negro, encontrándose también en localidades de la cuenca del Río Santa Lucía y del Río de la Plata. Los registros para esta especie pertenecen mayoritariamente a cursos medios de arroyos y ríos, existiendo escasos registros en los ríos Uruguay, Negro y de la Plata. Este hecho está asociado a la preferencia de esta especie por ambientes típicamente lóticos con sustratos de arena gruesa.
Anodontites lucidus se distribuye principalmente en la cuenca del Río Negro, exclusivamente en los cursos de su margen izquierda, ocurriendo también en las cuencas de la Laguna Merín, Río Santa Lucía, Salto Grande y Río Cuareim. La distribución de A. lucidus se encuentra principalmente restringida al territorio del Uruguay, y su localidad tipo y límite de distribución austral (Ao. Canelón Grande, Canelones) se encuentra en territorio uruguayo. 
Anodontites patagonicus se encuentra en todas las cuencas de Uruguay. Presenta una gran amplitud ecológica habitando tajamares, cañadas, arroyos, ríos y el Río de la Plata.
Anodontites tenebricosus está presente en todas las cuencas de Uruguay, excepto en la cuenca de la Laguna Merín, Atlántica y del Río Tacuarembó. Esta especie prefiere sustratos arenosos y muy pedregosos, predominantes en los tramos medios y altos de los cursos de agua. 
Anodontites trapesialis es la especie de mayor distribución de toda la familia encontrándose desde el sur de México hasta la Patagonia argentina.
Anodontites trapezeus está presente en las cuencas con vínculo directo al Río Uruguay (Río Cuareim, Salto Grande, Río Queguay, Río Negro y Río de la Plata Oeste). Esta especie se encuentra principalmente asociada a grandes cursos de agua (Río Uruguay, Río Negro y Río de la Plata) penetrando en los primeros kilómetros de sus afluentes. En el Uruguay habita también bahías y embalses en los Ríos Negro, de la Plata y Uruguay.  
La siguiente tabla enumera las especies existentes:
| Nombre científico   | Autoridad             | Distribución |
| ------------------- | --------------------- | --- |
| A. aroana           | H.B. Baker 1930       | Venezuela |
| A. carinata         | Dunker 1858           | Desde el oeste de Guyana hasta el río Magdalena, Colombia |
| A. colombiensis     | Marshall 1922         | En el río Colorado y arroyos adyacentes del norte de Colombia |
| A. crispata         | Bruguière 1792        | Extendido en América del Sur tropical, al norte de la cuenca del Paraná                                                                                               |
| A. cylindracea      | Lea 1838              | Chiapas y Veracruz, México |
| A. depexus          | Martens 1900          | Guatemala |
| A. elongata         | Swainson 1823         | Cuenca amazónica en Brasil, Perú y Colombia; el río Magdalena en Colombia; y el alto Paraguay en la cuenca del Paraná                                                 |
| A. ferrarisii       | d'Orbigny 1835        | Sistema del Bajo Paraná |
| A. guanarensis      | Marshall 1927         | Venezuela |
| A. iheringi         | Clessin 1882          | Paraná y arroyos costeros adyacentes en Brasil |
| A. inaequivalva     | Lea 1868              | Lago de Nicaragua |
| A. infossus         | H.B. Baker 1930       | Norte de Venezuela |
| A. leotaudi         | Guppy 1866            | Venezuela y Trinidad |
| A. lucida           | d'Orbigny 1835        | Paraná y arroyos costeros adyacentes en Brasil, Uruguay y Argentina                                                                                                   |
| A. moricandii       | Lea 1860              | Bajo São Francisco y arroyos del Atlántico hasta el sur de Río de Janeiro, Brasil                                                                                     |
| A. obtusa           | Spix & Wagner 1827    | Distribución disyuntiva en el río Tapajós en la cuenca del Amazonas, el río São Francisco y arroyos costeros adyacentes, y el Piracicaba en la cuenca del alto Paraná |
| A. patagonica       | Lamarck 1819          | Ampliamente distribuida en el Paraná y cuencas litorales adyacentes.                                                                                                  |
| A. pittieri         | Marshall 1922         | Venezuela |
| A. schomburgianus   | Sowerby 1870          | Descrito en la Guayana Británica (actual Guyana) |
| A. solenidea        | Sowerby 1867          | Desde el sur de São Francisco hasta el Paraná en Brasil, Paraguay y Argentina                                                                                         |
| A. tehuantepecensis | Crosse & Fischer 1893 | México y Centroamérica |
| A. tenebricosa      | Lea 1834              | Alta Amazonía, arroyos costeros del sur de Brasil y la cuenca del Paraná, América del Sur                                                                             |
| A. tortilis         | Lea 1852              | Guayanas, Venezuela y Colombia, al norte de Costa Rica |
| A. trapesialis      | Lamarck 1819          | En América del Sur desde el Sistema del Paraná a través de la cuenca del Amazonas y los drenajes del norte, y al norte de México                                      |
| A. trapezea         | Spix & Wagner 1827    | Cuencas del Paraná y Río São Francisco, al oeste hasta el alto Amazonas, Brasil y Bolivia hasta Argentina                                                             |
| A. trigona          | Spix & Wagner 1827    | Patagonia y la cuenca del Paraná, Argentina, al norte a través del Amazonas hasta Colombia y Ecuador.                                                                 |

Se conocen cuatro especies a partir de fósiles (tres exclusivamente):
| Especies                | Autores       | Formación              | País     | Referencias |
| ----------------------- | ------------- | ---------------------- | -------- | ----------- |
| † Anodontites batesi    | Woodward 1871 | Formación Pebas        | Perú     | [ 6 ]       |
| † Anodontites capax     | Conrad 1874   | Formación Pebas        | Perú     | [ 7 ]       |
| † Anodontites laciranus | De Porta 1966 | Formación Santa Teresa | Colombia | [ 8 ]       |
| Anodontites trapesialis | Lamarck 1819  | Formación Solimões     | Brasil   | [ 9 ]       |